# Rooms: The Main Building
Rooms: The Main Building és un videojoc de trencaclosques de l'estudi sud-coreà HandMade Game. Va ser llançat inicialment l'11 d'agost de 2008 per a Windows, posteriorment publicat per Hudson Soft per a Nintendo DS i Wii el 23 de març de 2010. El 27 de gener de 2011 es va publicar una versió per a iOS.

## Gameplay
El jugador mou el protagonista per diferents habitacions, les quals ell mateix també pot moure, per ajudar el protagonista del joc a arribar a la sortida dels diferents nivells. Per fer-ho, ha de col·locar les habitacions en ordre i utilitzar estratègicament els diferents objectes. Completar els nivells desbloqueja diferents objectes que es poden utilitzar en el mode Rooms Street, on el jugador ha de trobar quatre peces del trencaclosques. El joc acaba després de trobar les quatre peces.

## Història
El personatge principal, Mr. X (o Chris en la versió japonesa), és un londinenc que rep un regal d'aniversari a la seva porta. El regal el porta per sorpresa al món Rooms Mansion, on coneix el Mr. Book, que li indica que ha de tornar a completar un trencaclosques per tornar al seu món. Per fer-ho, el Mr. X ha de completar una sèrie de nivells per trobar objectes que el portaran pel Rooms Street per trobar les peces del trencaclosques que falten i sortir.

## Reception
Wiiloveit.com va donar al joc un 25/30, descrivint-lo com a "verdaderament innovador" per la forma en què "agafa un concepte familiar i el desenvolupa en un joc complet". Va rebre una puntuació del 60 per cent de vuit ressenyes a Metacritic.